# 136-й меридіан східної довготи
136-й меридіан східної довготи — лінія довготи, що лежить на 136 градусс східніше Гринвіцького меридіана. Вона проходить від Північного полюса через Північний Льодовитий океан, Азію, Тихий океан, Австралазію, Індійський океан, Південний океан та Антарктиду до Південного полюса.
136-й меридіан східної довготи формує велике коло разом із 44-тим меридіаном західної довготи.

## Список географічних об'єктів, що перетинає 136° сх. д.
Починаючи на Північному полюсі та рухаючись до Південного полюса, 136-й меридіан східної довготи проходить через:
| Координати                                                   | Країна, територія або море | Примітки                                                                  |
| ------------------------------------------------------------ | -------------------------- | ------------------------------------------------------------------------- |
| 90°0′ пн. ш. 136°0′ сх. д. / 90.000° пн. ш. 136.000° сх. д.  | Північний Льодовитий океан |                                                                           |
| 76°33′ пн. ш. 136°0′ сх. д. / 76.550° пн. ш. 136.000° сх. д. | Море Лаптєвих              |                                                                           |
| 75°40′ пн. ш. 136°0′ сх. д. / 75.667° пн. ш. 136.000° сх. д. | Росія                      | Новосибірські острови — проходить через острів Бельковський               |
| 75°24′ пн. ш. 136°0′ сх. д. / 75.400° пн. ш. 136.000° сх. д. | Море Лаптєвих              |                                                                           |
| 74°6′ пн. ш. 136°0′ сх. д. / 74.100° пн. ш. 136.000° сх. д.  | Росія                      | Новосибірські острови — проходить через острів Столбовий                  |
| 73°59′ пн. ш. 136°0′ сх. д. / 73.983° пн. ш. 136.000° сх. д. | Море Лаптєвих              |                                                                           |
| 71°37′ пн. ш. 136°0′ сх. д. / 71.617° пн. ш. 136.000° сх. д. | Росія                      |                                                                           |
| 55°15′ пн. ш. 136°0′ сх. д. / 55.250° пн. ш. 136.000° сх. д. | Охотське море              |                                                                           |
| 54°34′ пн. ш. 136°0′ сх. д. / 54.567° пн. ш. 136.000° сх. д. | Росія                      |                                                                           |
| 44°26′ пн. ш. 136°0′ сх. д. / 44.433° пн. ш. 136.000° сх. д. | Японське море              |                                                                           |
| 36°1′ пн. ш. 136°0′ сх. д. / 36.017° пн. ш. 136.000° сх. д.  | Японія                     | Проходить через острови Хонсю                                             |
| 33°42′ пн. ш. 136°0′ сх. д. / 33.700° пн. ш. 136.000° сх. д. | Тихий океан                |                                                                           |
| 0°50′ пд. ш. 136°0′ сх. д. / 0.833° пд. ш. 136.000° сх. д.   | Індонезія                  | Проходить через острів Біак[en]                                           |
| 1°10′ пд. ш. 136°0′ сх. д. / 1.167° пд. ш. 136.000° сх. д.   | Тихий океан                |                                                                           |
| 1°39′ пд. ш. 136°0′ сх. д. / 1.650° пд. ш. 136.000° сх. д.   | Індонезія                  | Проходить через острів Япен                                               |
| 1°49′ пд. ш. 136°0′ сх. д. / 1.817° пд. ш. 136.000° сх. д.   | Затока Чендравасіх[en]     |                                                                           |
| 2°44′ пд. ш. 136°0′ сх. д. / 2.733° пд. ш. 136.000° сх. д.   | Індонезія                  | Проходить через Нову Гвінею                                               |
| 4°32′ пд. ш. 136°0′ сх. д. / 4.533° пд. ш. 136.000° сх. д.   | Арафурське море            |                                                                           |
| 11°39′ пд. ш. 136°0′ сх. д. / 11.650° пд. ш. 136.000° сх. д. | Австралія                  | Північна Територія — проходить через острів Дрісдейл[en] та материк       |
| 13°50′ пд. ш. 136°0′ сх. д. / 13.833° пд. ш. 136.000° сх. д. | Затока Карпентарія         |                                                                           |
| 15°18′ пд. ш. 136°0′ сх. д. / 15.300° пд. ш. 136.000° сх. д. | Австралія                  | Північна Територія Південна Австралія                                     |
| 34°59′ пд. ш. 136°0′ сх. д. / 34.983° пд. ш. 136.000° сх. д. | Індійський океан           | Австралія визнає цю акваторію частиною Південного океану[1][2]            |
| 60°0′ пд. ш. 136°0′ сх. д. / 60.000° пд. ш. 136.000° сх. д.  | Південний океан            |                                                                           |
| 66°7′ пд. ш. 136°0′ сх. д. / 66.117° пд. ш. 136.000° сх. д.  | Антарктида                 | Проходить через Австралійську антарктичну територію (претендує Австралія) |